# Verkiezingen voor het Europees Parlement 2024/Kandidatenlijst/BBB

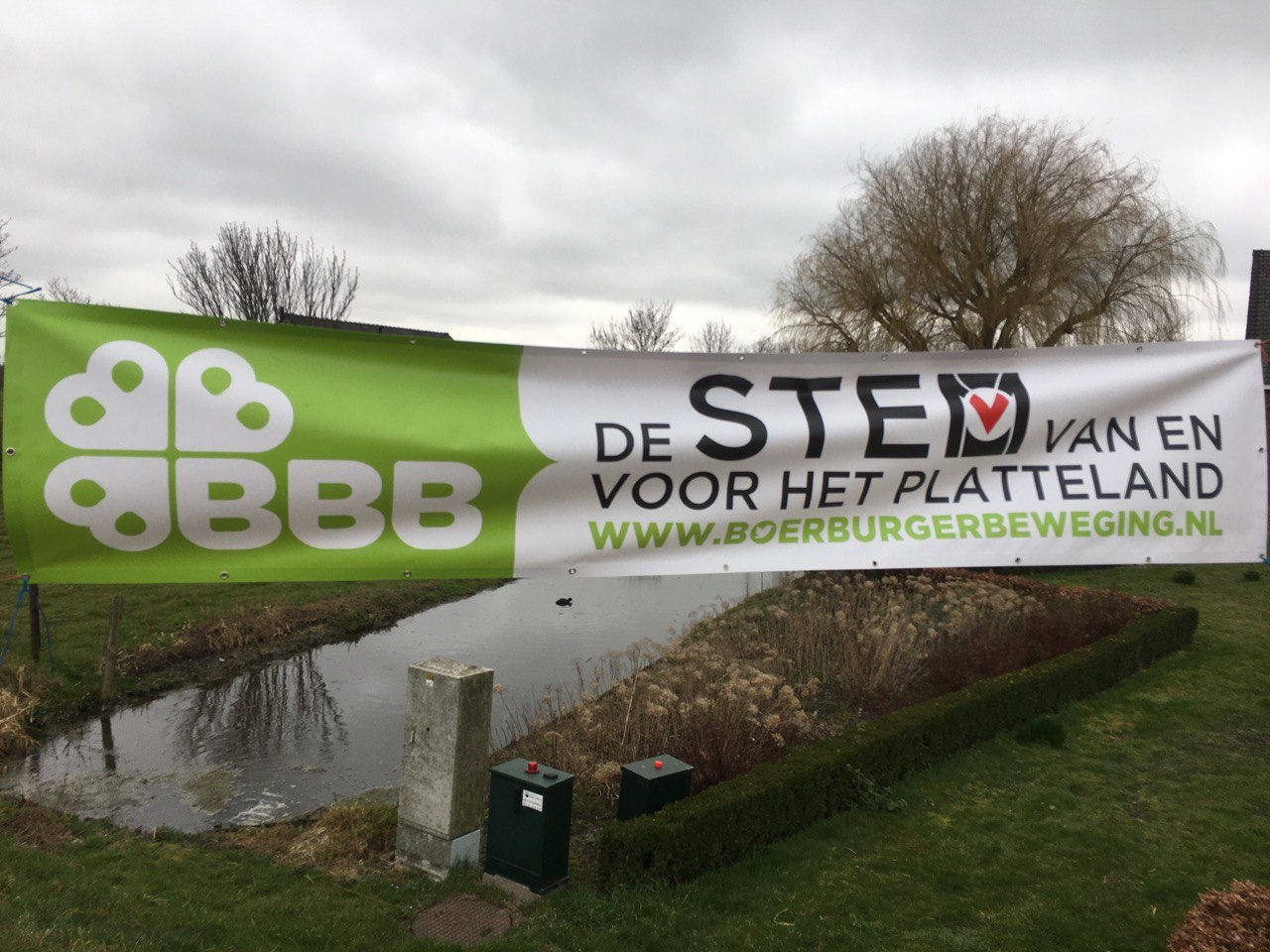
Banner voor de Tweede Kamerverkiezingen 2021

De kandidatenlijst voor de Europese Parlementsverkiezingen 2024 in Nederland van de BoerBurgerBeweging (BBB) is de lijst zoals die werd vastgesteld door de Algemene Ledenvergadering van de BBB en na controle goedgekeurd door de Kiesraad.

## Achtergrond
De lijst werd op 16 maart 2024 tijdens een extra Algemene Ledenvergadering van de BoerBurgerBeweging vastgesteld en op 29 april 2024 goedgekeurd en toegelaten door de Kiesraad.
Als lijsttrekker werd door de partij de 38-jarige Sander Smit gekozen. Hij was eerder raadslid voor het CDA in Hof van Twente en werkte van 2014 tot 2022 als beleidsmedewerker van CDA-Europarlementariër Annie Schreijer-Pierik.

## De lijst
- vet: verkozen
- schuin: voorkeurdrempel overschreden

| Plek | Naam                 | Woonplaats           | Stemmen | Gekozen |
| ---- | -------------------- | -------------------- | ------- | ------- |
| 1.   | Sander Smit          | Goor                 | 218.669 | Vinkje  |
| 2.   | Jessika van Leeuwen  | Dalfsen              | 43.868  | Vinkje  |
| 3.   | Eveline Herben       | Muiden               | 8.134   |         |
| 4.   | Gerlof Bierma        | Berlijn (Duitsland)  | 7.850   |         |
| 5.   | Milou Rietjens       | Nieuwdorp            | 16.515  |         |
| 6.   | Robin Martens        | Boekarest (Roemenië) | 1.094   |         |
| 7.   | Cees Meeldijk        | Hippolytushoef       | 6.488   |         |
| 8.   | Hans Geurts          | Veulen               | 6.384   |         |
| 9.   | Henk Hazenoot        | Noordwijk            | 2.186   |         |
| 10.  | Klaas-Jan de Ruiter  | Moerkapelle          | 1.545   |         |
| 11.  | Anja Keuter-Kapitein | Urk                  | 3.590   |         |
| 12.  | Rob Vierhout         | Hoeilaart (België)   | 427     |         |
| 13.  | Anoek de Lange       | Heerewaarden         | 2.270   |         |
| 14.  | Paul Kortekaas       | Hoogmade             | 1.590   |         |
| 15.  | Rogier van Eldert    | Ravenswaaij          | 491     |         |
| 16.  | Joost Schepel        | Cómpeta (Spanje)     | 346     |         |
| 17.  | Jan Brouwer          | Nijeveen             | 3.019   |         |
| 18.  | Mariska Rikkers      | Wolvega              | 4.127   |         |
| 19.  | Nicole Egelmeers     | Rosmalen             | 3.009   |         |
| 20.  | Eddie van Marum      | Niekerk              | 2.860   |         |
| 21.  | Bert Boerland        | Maarn                | 2.491   |         |

GROENLINKS / Partij van de Arbeid (PvdA) ·
VVD · 
CDA - Europese Volkspartij · 
Forum voor Democratie ·
D66 ·
Partij voor de Dieren ·
50PLUS ·
PVV (Partij voor de Vrijheid) ·
JA21 ·
NL PLAN EU  ·
ChristenUnie ·
Staatkundig Gereformeerde Partij (SGP) ·
BBB ·
Meer Directe Democratie ·
SP (Socialistische Partij) ·
vandeRegio ·
Volt Nederland ·
Belang Van Nederland (BVNL) ·
NSC ·
Piratenpartij - De Groenen ·